# Micaria gagnoa
Micaria gagnoa (лат.) — вид пауков рода Micaria из семейства гнафозиды (Gnaphosidae).

## Этимология
Название вида происходит от типового местонахождения (Gagnoa).

## Описание
Мелкие наземные пауки, длина тела около 2,5 мм. Micaria gagnoa очень похож на Micaria felix, но их можно отличить по передней эпигинальной части самок, который у M. gagnoa больше (в данном случае более широкий и длинный), чем у M. felix. Кроме того, семяприемник у первого вида уплощен в горизонтальном направлении, а у второго — в боковом. Самцов очень трудно различить из-за сходства пальп и габитуса, но у M. gagnoa MA меньше, чем у M. felix. Карапакс темно-коричневый; брюшко темно-коричневое; ноги I и II с затемненными задними половинами бедер; остальные ноги однородного цвета; эндиты, нижняя губа и хелицеры похожи по цвету на каапакс.

## Таксономия
Вид впервые описали в 2021 году южноафриканские арахнологи Руан Боойсен и Чарльз Хаддад (Department of Zoology and Entomology, University of the Free State, Блумфонтейн, ЮАР) по типовым материалам из Африки.

## Распространение
Африка: Кот-д’Ивуар (Gagnoa), Мозамбик.